# 去磷酸化
在生物化學中，去磷酸化（英語：dephosphorylation）或稱脫磷酸化是一種通過水解從有機化合物中去除磷酸基團（PO43−）的化學反應。這是可逆的後轉譯修飾。去磷酸化及與其對應的磷酸化作用是通過分離或接上磷酸酯和酸酐來使酶活化及去活化。常見的去磷酸化作用如ATP轉化為ADP和無機磷酸鹽。
去磷酸化使用水解酶來使酯鍵裂解。去磷酸化中使用的主要水解酶亞類是磷酸酶，它通過將磷酸單酯水解成磷酸根離子和帶有游離羥基（-OH）的分子來去除磷酸基團。
可逆的磷酸化-去磷酸化反應發生在每個生理過程中，從而使有機體生存所必需的蛋白質磷酸酶發揮適當的功能。由於蛋白質的去磷酸化是細胞信號轉導的關鍵過程，因此蛋白質磷酸酶與心臟病、糖尿病和阿茲海默症等疾病有關。